# Adoxia quadricollis
Adoxia quadricollis es un coleóptero de la familia Chrysomelidae. Fue descrita científicamente por primera vez en 1917 por Broun.